# Нурлыбаев, Женис Какенович
Нурлыбаев Женис Какенович (каз. Нұрлыбаев Жеңіс Кәкенұлы), род. 9 мая 1965, село Карабулак (Алматинская область, Казахстан) — казахский живописец и график, автор эмблемы Года поддержки культуры (2000 г.), публицист, деятель культуры Республики Казахстан, лауреат Президентской стипендии (2010 г.).

## Биография

### Ранние годы
Родился в селе Карабулак (Алматинская область). Ещё в детстве Женис мечтал стать художником. Его любимым предметом в школе был урок черчения. В 1982 году с отличием окончил среднюю школу с. Жаланаш (Алматинская область).

### Краткая дальнейшая биография
- С 1982 года по 1989 Женис учился в КазПИ (ныне КазНПУ им. Абая).
- В период с 1983 по 1985 год служил в рядах вооруженных сил СССР.
- В 1989 году был принят в штат журнала «Ак Желкен» в качестве художника-иллюстратора.
- В 1990—1991 — художественный редактор журнала «Зерде».
- В 1991—1993 — художник журнала «Мадениет».
- В 1994—2008 — художественный редактор журнала «Тура Би».

## Творчество
Художник Женис Нурлыбаев предстает перед зрителями не только как живописец, график, иллюстратор книг, но и как художественный критик, карикатурист, автор различных эмблем, медальонов.

### Персональныевыставки
- «Көңілімнің сарасы» / «Струны души моей». Президентский центр культуры, 23 апреля 2003 г.[1]
- «Дидар ғайып» / «Неотложенная встреча». Государственный музей искусств Республики Казахстан имени Абильхана Кастеева, 10 декабря 2005 г.[2]
- Персональная выставка. Музей современных искусств г. Астаны, 22 декабря 2006 г.[3]
- Персональная выставка. Верховный суд РК, 6 ноября 2007 г.
- Персональная выставка. Школа-лицей № 53, 16 ноября 2007 г.
- «Көлеңке ұзарғанда» / «Когда удлиняются тени». Галерея «Куланши», 15 апреля 2009 г.[4]
- «Квинтэссенция». Национальная академическая библиотека РК, 1 октября 2010 г.[5]

### Совместные выставки
- «The smell of wormwood. Fine art works exhibition of Kazakhstan painters devoted th the Independency day of the Republic of Kazakhstan». г. Нью-Йорк, декабрь 2008 г.[6]
- «Zeitgenössische Kunst aus Kasachstan». ART CENTER BERLIN, 18 ноября 2009 г.[7]
- «Международная выставка художников приуроченная XII практической лаборатории (TURKSOY)». г. Амасия, 3 июня 2009 г.[6]
- «Запах полыни». Галерея «Куланши», 3 марта 2010 г.[8]
- «Тандем». Галерея «Ою», 2 ноября 2010 г.[9]

### Основные статьи
- Суреттегі пайым мен парасат // «Егемен Қазақстан» 2010. 21 сентября[10]